# Markward af Annweiler
Markward af Annweiler (døde 1202) var en kejserlig seneskalk i det tysk-romerske rige og regent i kongeriget Sicilien.
Han var en ministerialis, og blev under kejser Frederik Barbarossa en af de vigtigste figurer i den kejserlige administration. I Barbarossas søn Henrik 6.'s regeringstid blev mange af de militære opgaver uddelegeret til ham, og efter Henriks erobring af Sicilien i 1194 blev Markward gjort til hertug af Ravenna, greve af Romagna og markgreve af Ancona som belønning for sin tjeneste.